# Porphyrostachys parviflora
Porphyrostachys parviflora är en orkidéart som först beskrevs av Charles Schweinfurth, och fick sitt nu gällande namn av Leslie Andrew Garay. Porphyrostachys parviflora ingår i släktet Porphyrostachys och familjen orkidéer. Inga underarter finns listade i Catalogue of Life.